# 10516 Сакурадзіма
10516 Сакурадзіма (10516 Sakurajima) — астероїд головного поясу, відкритий 1 листопада 1989 року.
Тіссеранів параметр щодо Юпітера — 3,480.
Названо на честь Сакурадзіми (яп. さくらじま(桜島) сакурадзіма).